# Fraueninsel
Fraueninsel (letteralmente "isola delle donne") o Frauenchiemsee è una piccola isola sul Lago Chiemsee in Baviera. Meno nota della maggiore, anche se meno abitata, isola di Herrenchiemsee, si sviluppa su una superficie di 15,5 ha, per una lunghezza massima di 620 m ed una larghezza massima di 300 m. Appartiene al territorio del comune di Chiemsee.

Frauninsel è collegata con un regolare servizio di battelli normalmente con i comuni di Gstadt am Chiemsee e Prien am Chiemsee, ma occasionalmente anche con altre località tra le quali anche l'isola di Herrenchiemsee; sull'isola non possono circolare né automobili né biciclette.

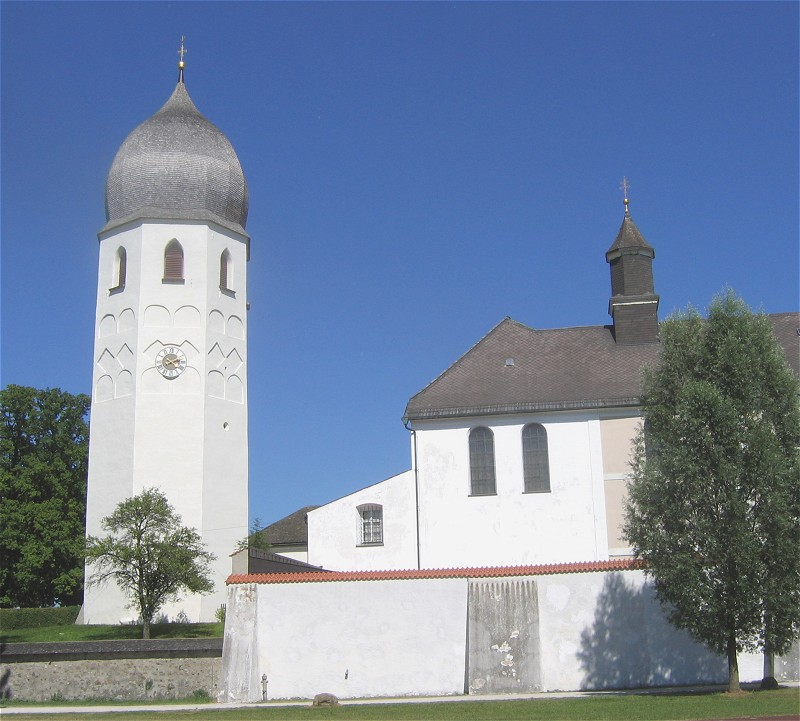
Il campanile della chiesa abbaziale

L'isoletta ospita un antico convento femminile fondato originariamente dal duca di Baviera Tassilone III nel 782, distrutto totalmente od in parte più volte nelle scorrerie degli Ungari, tra l'IX ed il X secolo, venne definitivamente ricostruito fra il 1728 ed il 1732, su fondamenta carolingie. Scampato alla secolarizzazione, è ancor oggi gestito da religiose benedettine. Particolarmente interessante è la chiesa conventuale, con il suo campanile che risale al XII secolo sormontato da una cupola "a cipolla" del 1626. All'interno della chiesa si venerano reliquie attribuite a sant'Irmengarda.

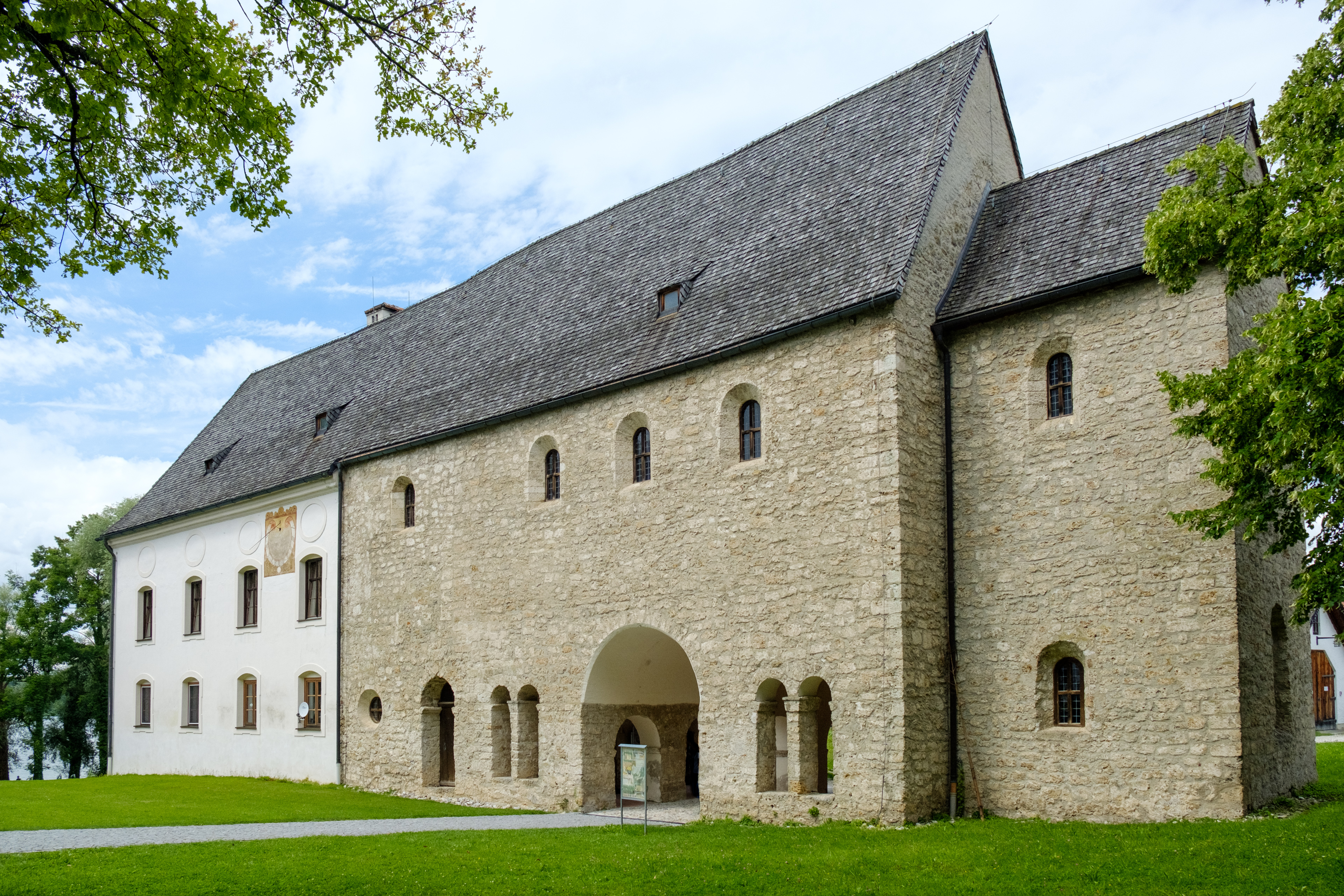
La porta carolingia

Degna di nota è anche la cosiddetta porta carolingia, databile tra i secoli VIII e X. Un tempo, il pianterreno della porta ospitava una piccola cappella dedicata a San Nicola. Il piano superiore costituiva invece l'abside di una cappella dedicata a San Michele, la quale ospita ancor'oggi un ciclo di affreschi raffigurante una serie di angeli, databile al XIX secolo. Addossato alla porta carolingia si trova un edificio barocco, un tempo casa vicariale, sede di mostre durante il periodo estivo.
Nel mezzo dell'isola, nei pressi di un boschetto comprensivo di due tigli secolari, si trova una cappella in memoria ai caduti della prima guerra mondiale. La cappella si trova laddove un tempo si trovava una precedente chiesa, dedicata a San Martino, già citata nel 1393 ma andata distrutta in seguito alle secolarizzationi del 1803.
Nel XIX secolo l'isola fu fonte d'ispirazione per il circolo dei cosiddetti Chiemseemaler, un gruppo pittori attivi nell'area del lago Chiemsee.